# Taula de Joves de Catalunya
La Taula de Joves de Catalunya, nom abreujat de la Taula Coordinadora d'Entitats i Moviments de Joventut de Catalunya, fou durant el període 1976-1980 la plataforma unitària d'entitats i moviments juvenils d'oposició al franquisme durant la Transició democràtica. Inspirada en els principis l'Assemblea de Catalunya però sense lligams formals amb aquesta. Va ser clau, juntament amb el Consell de Forces Polítiques Juvenils de Catalunya 1976-1979, per a la creació i constitució, l'any 1980 del Consell Nacional de la Joventut de Catalunya, actual òrgan de participació, coordinació i representació de les entitats, organitzacions i moviments juvenils d'àmbit nacional català.

## Constitució
Creada el 27 de març de 1976, en la seva reunió constituent hi participaren les següents entitats: l'Associació Catalana d'Escoltisme i Guiatge (ACEG), que agrupava tot l'escoltisme català, és a dir, els Escoltes Catalans (EC), la Branca Jove d'Escoltes Catalans, Minyons Escoltes i Guies de Catalunya (abans MEGSJC), i Noies i Nois Escoltes (NINE); l'Associació Democràtica de la Joventut (ADJ); Agermanament; Pax Christi, Truc i la Vocalia de Joves de la Federació d'Associacions de Veïns (FAVB). Posteriorment s'afegiren altres associacions i moviments.
Segons el document fundacional la creació de la Taula era motivada per: 1/ "... l'existència real d'una problemàtica juvenil específica, que a nosaltres ens interessa perquè hi estem immersos i perquè volem trobar-hi solucions"; i 2/, "...la situació política i social actual que aconsella que algú es faci portaveu de la joventut en general i pugui ser un interlocutor vàlid davant d'altres institucions o instàncies, i de l'opinió pública, per tal de reivindicar, fer-se ressò i buscar solucions als problemes abans esmentats".
La Taula va definir clarament tres criteris en relació al tipus d'organisme que havia de ser i que exigir als seus membres: 1/ Juvenil, perquè era representativa d'Entitats i moviments dirigits per joves; 2/ Independent, no depenent de cap partit polític i exigint el mateix als seus membres, i 3/ Democràtica, entenen que el seu funcionament i els de les entitats que la formaven es regien per criteris democràtics. Les organitzacions juvenils polítiques no es van integrar en aquesta Taula atès que disposaven de la seva plataforma específica, el Consell de Forces Polítiques Juvenils CFPJC amb el qual la Taula mantingué, des de la independència de cada organització, lligams i col·laboració en un seguit actuacions i campanyes.

## Organització
La Taula es dotà d'una organització de quatre nivells: Secretariat (òrgan executiu i tècnic), Assemblea General, Assemblea Plenària, Comissió Permanent i comissions de treball. Per criteris d'eficàcia i optatius, es va prendre l'acord de garantir l'estabilitat i continuïtat dels delegats que les organitzacions enviessin com a representats seus. Criteri que es va complir amb les excepcions lògiques derivades dels canvis en els òrgans de dels entitats i les nombroses incorporacions que successivament s'hi produïren.

## Línies d'actuació
La Taula es va marcar set línies d'actuació: a/ Assegurar la presència pública de la joventut, així com mantenir informada l'opinió pública dels problemes que ens atenyen com a joves; b/ Mantenir un contacte permanent amb els moviments i coordinadores d'àmbit juvenil membres de la Taula; c/ Propiciar la incorporació, a la Taula, d'altres entitats, moviments i coordinadores que s'identifiquin amb aquests objectius; d/ Analitzar les situacions, les realitats i els problemes que tenim els joves per la nostra condició; e/ Estudiar i presentar alternatives concretes a les diferents realitats i interessos juvenils; f/ Fer les gestions per a la posada en pràctica de les alternatives associatives; g/ Col·laborar amb altres iniciatives que persegueixin aquestes mateixes finalitats." 

## Trajectòria
Les principals accions i campanyes de la Taula van ser: la convocatòria d'un Congrés de la Joventut de Catalunya (1976)); suport actiu a la Marxa de la llibertat (1976); campanya per la “Recuperació del patrimoni de la joventut”, reivindicació del patrimoni de la Delegación Provincial de Juventud, monopolitzat per la OJE, Organitzación Juvenil Española); suport actiu a la campanya “Majoria d'edat i dret de vot als 18 anys” d'abast territorial amb míting final amb 6.000 joves al Palau d'Esports de Montjuïc (1977)); suport a la creació de la Comissió de joventut de l'Assemblea de Parlamentaris de Catalunya (1977); suport organitzatiu del Festival al Parc de la Ciutadella (8.000 joves) organitzat pel Congrés de la Joventut Catalana (1977), participació en l'elaboració de la Carta de la Joventut Catalana que recollia les conclusions del Congrés de la Joventut (1977; suport actiu a la creació de les nombroses Taules de Joves provincials (diputacions) i a les diverses localitats del territori català (Taula de Joves de les Diputacions de Barcelona, Lleida, Girona, i Tarragona; i locals com la Taula de Joves de Barcelona, i de Sabadell, Manresa, Mataró, Sant Feliu de Llobregat, Cornellà, El Prat, Girona, Lleida (1978)); Acords de la Taula de Joves amb el Consell de Forces Polítiques Juvenils de Catalunya sobre els estatuts del futur Consell Nacional de la Joventut de Catalunya CNJC), Presentació conjunta a la Generalitat del projecte, i inici del procés de discussió amb el Govern (1978); Seminari de L'Espluga de Francolí) sobre “La situació actual de les associacions juvenils a Catalunya” amb el suport de la Generalitat i el govern de l'Estat (1979); Nomenament de la gestora del CNJC, arran de l'aprovació del Decret de la seva constitució pel Govern de la Generalitat (1979); Convocatòria de l'Assemblea constituent del Consell Nacional de la Joventut de Catalunya CNJC i 1a Assemblea del CNJC (1980).
A partir d'aquesta data la Taula de Joves va iniciar un procés de dissolució progressiu fins a la seva desaparició definitiva.